# A lét három ismérve
A lét három ismérve (páli: IAST: tilakkhaṇa; szanszkrit: त्रिलक्षण trilakṣaṇa) a buddhizmusban a feltételekhez kötött világ minden jelenségének ismerve: ahogyan a dolgok vannak. Ezek az ismérvek a mulandóság, az éntelenség (anatta) és a szenvedés (dukkha). Ezt a három ismérvet sorolja fel egyebek között az Uppādāsutta (AN 3:136), a Dhammapada 277., 278. és 279. verse stb.

## Jellemzése
A három ismérv:
1. "Minden szankhára (összetett, feltételek függvényében létrejött, késztetett dolog) mulandó": Szabbé szankhárá aniccsá
2. "Minden szankhára dukkha, azaz nem kielégítő (és így szenvedést vált ki)": Szabbé szankhárá dukkhá
3. "Minden dhamma anattá, vagyis minden, ami csak létrejött, nélkülözi az ént, az önvalót" (beleértve az egyetlen nem feltételezett, azaz nem késztetett – aszankhata = aszankhata-dhátu – dolgot is, ami a nirvána, vö. sabbe dhammāti nibbānampi antokatvā vuttā): Szabbé dhammá anattá

## Magyarázat

### Aniccsa
Az aniccsa (páli: IAST: anicca; szanszkrit: अनित्य anitja; tibeti: མི་རྟག་པ་ mi rtag pa; kínai: 無常 vúcsáng; japán: 無常 mujō; thai: อนิจจัง anitcsang, a páli "aniccaṁ"-ból) a lét három ismérvének egyike a buddhizmusban. Ez a fogalom azt fejezi ki, hogy kivétel nélkül minden, ami feltételek függvényében létrejött, állandó változásban van. A páli aniccsa szó jelentése „mulandó”, amely a niccsa (állandó[ság]) alapszó a- fosztóképzős származéka.

### Dukkha
A dukkha (páli: dukkha; szanszkrit: दुःख duḥkha; egyes nyelvészek meglátása szerint a dus-kha "nem könnyű = nehéz" szóból ered, de Monier-Williams szerint a duḥ-stha prákritizált változata lehet, melynek jelentése "kellemetlen, nehéz, fájdalmas stb.") egy páli fogalom, amelynek nem egy magyar megfeleltetése létezik már. Általában "szenvedés, (fizikai) fájdalom, a dolgok nem kielégítő volta" a fordítása. A buddhizmusban a lét három ismérve közül a dukkha a második (a másik kettő az anattá és a aniccsa). A dukkha igazsága – dukkha-szaccsa – egyben az első a négy nemes igazságból.

### Anattá
Az anattá (páli) (anattā) vagy anátman (szanszkrit: अनात्मन्) a buddhizmusban a "nem-én" állapotára utal (én-telenség, énnélküliség, az önvaló, az önlényegiség hiánya). A páli kánon szövegeiben a Buddha arra utalt ezzel a kifejezéssel, hogy érzékszerveink hat tárgya (amibe a tudattárgyak, így a gondolkodás is beletartozik) nélkülözik az ént, vagyis nem "én", és nem is az "enyém", vagyis anattá, és így nem is érdemes kötődni hozzájuk, vö. sabbe dhammā nālaṁ abhinivesāya, "semmihez sem érdemes kötődni" (MN 37: Cūḷataṇhāsaṅkhayasutta).
A Buddha a lét valamennyi – testi-fizikai és tudati-mentális – jelenségét öt aspektus szerint csoportosította, foglalta össze: ezek az öt ún. khandha ("szkandhák" – páli: khandha – az öt halmaz), melyek kötődésünk tárgyát képezik. Ez az öt khandha váltja ki a személy, az én érzetét. Ez az öt khandha azzal egyetemben, hogy ragaszkodunk hozzájuk, váltja ki a boldogtalanság érzését.